# Kampa
Kampa je ostrov na řece Vltavě v Praze na Malé Straně, od níž je oddělen vltavským ramenem Čertovkou. Rozloha ostrova činí 5,2 ha. Nejstarší zmínka o ostrově Kampa je v zakládací listině kostela johanitů z roku 1169. Dnešní podobu ostrov získal úpravami terénu a koryta Čertovky na mlýnskou strouhu. Severní část Kampy s náměstím Na Kampě je zastavěná obytnými domy a vede přes ni Karlův most, jižní část ostrova je tvořena parkem Kampa. Podle žebříčku cestovatelského portálu VirtualTourist je po pařížském ostrově sv. Ludvíka „druhý nejhezčí městský ostrov světa“.

## Název

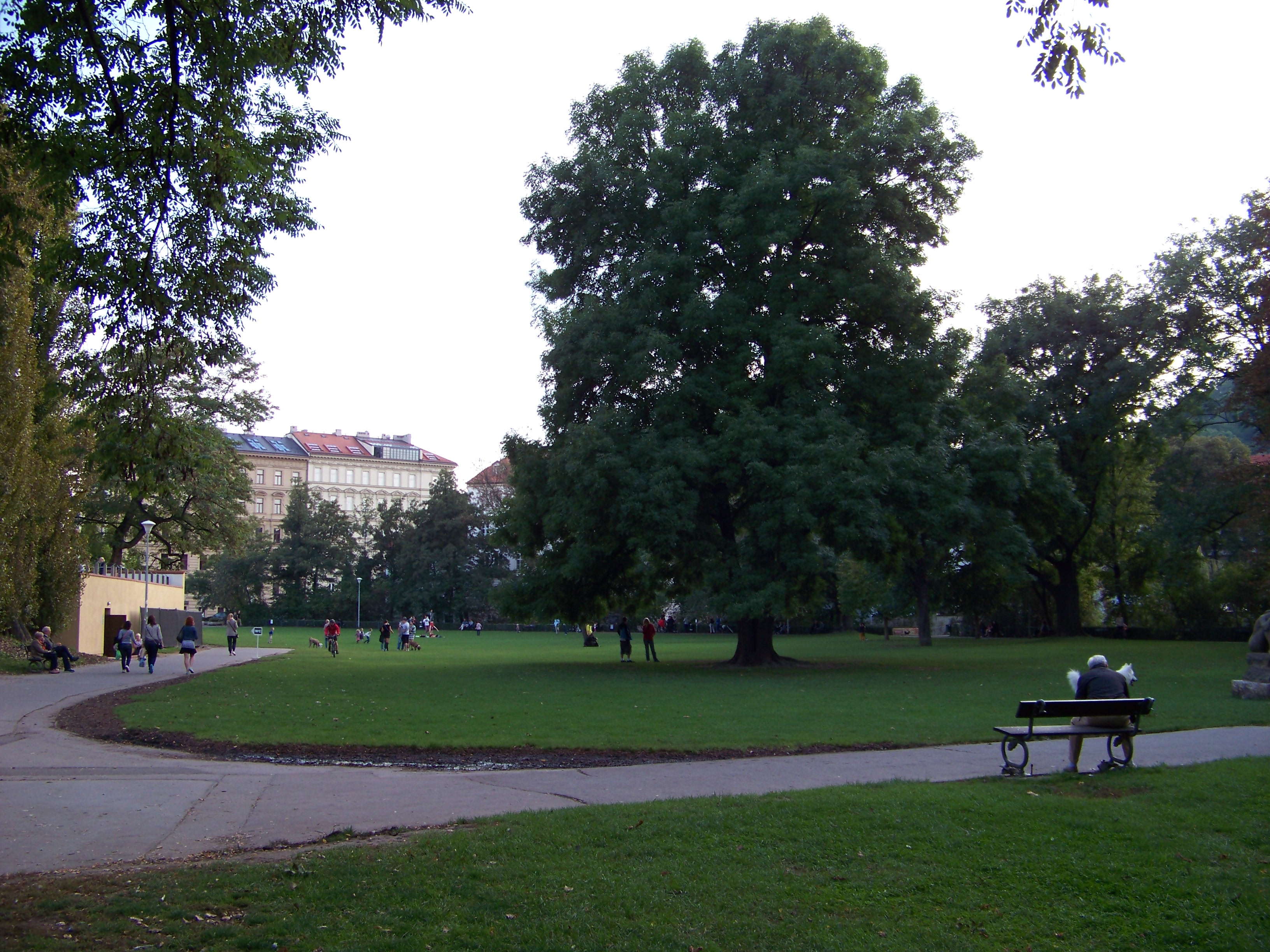
Jižní část ostrova, ve které se nachází park

Kampa dlouho neměla jméno nebo se nazývala jen „Ostrov“. Pojmenování „Kampa“ (Kampovskej ostrov) se objevuje až v 2. polovině 18. století. Původ tohoto názvu není doložený. K nejpravděpodobnějším teoriím patří odvození z latinského campus (pole), protože ostrov do 16. století zůstával kvůli povodním nezastavěn. Často je také uváděno pojmenování podle jednoho majitele pozemku, odvozené od zjištění konzervátora Jana Heraina, že na ostrově měl v 17. století dům se známou zahradou (prvně se v ní prý v Praze pěstovaly tulipány a karafiáty) šlechtic Rudolf Tychon Gansneb Tegnagel z Campu, hejtman Pražského hradu a vnuk Tychona Braheho. K dalším, méně pravděpodobným teoriím, patří odvození od slovenského názvu přívozu kempa, polského kępa (čti kempa, mj. ve významu "křovím zarostlý ostrov") nebo údaj osvíceneckého topografa Jaroslava Schallera, který název Kampovskej ostrov odvozoval ze staročeského zákampí, ve smyslu záokapí, za okapem (vodním tokem).
Oblast podél severní části Čertovky tekoucí mezi domy získala pro svou pitoresknost připomínající italské město na laguně název Pražské Benátky.

## Historie

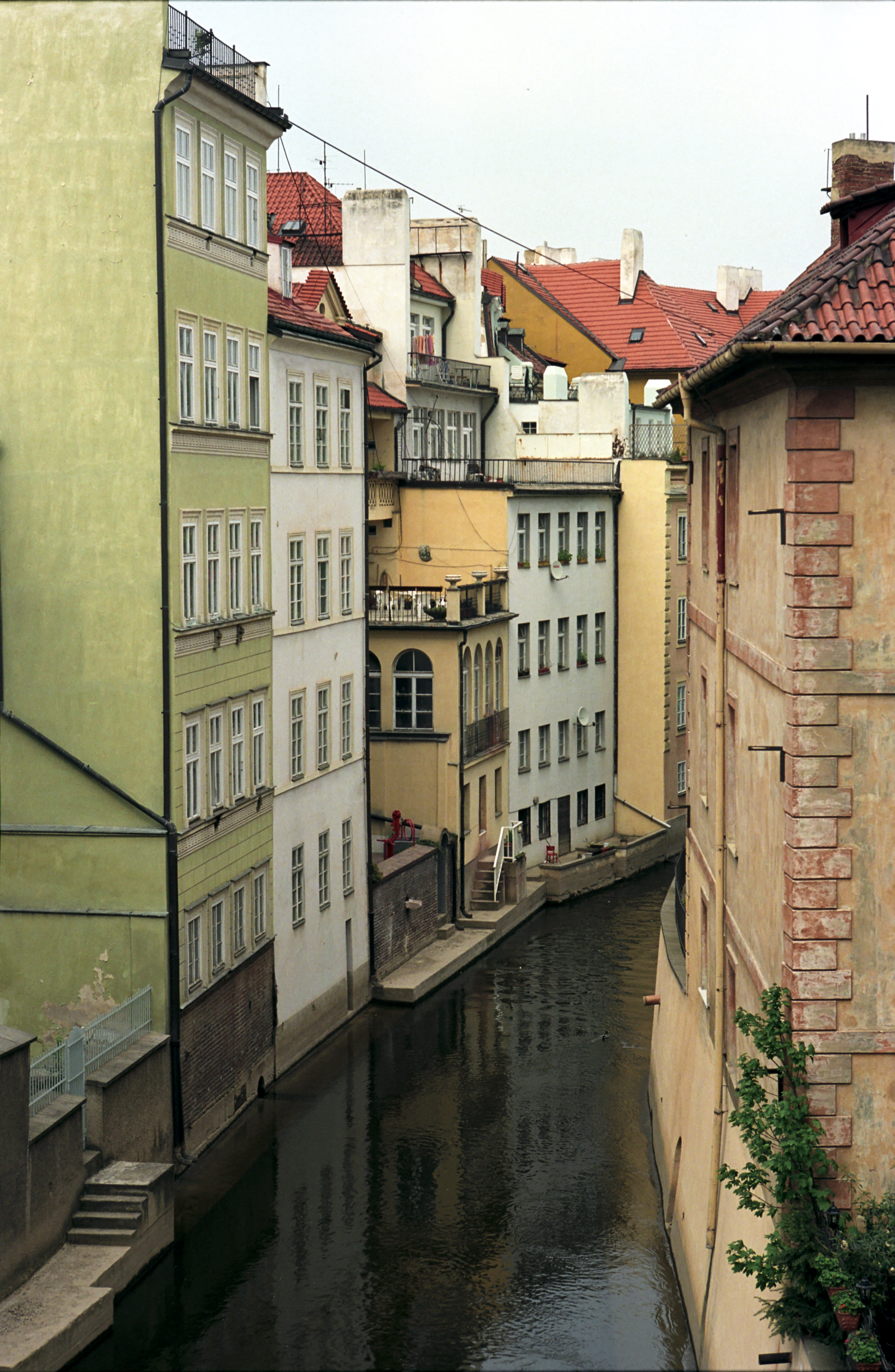
Čertovka z Karlova mostu

Na počátku raně středověkého osídlení vypadal malostranský břeh zcela jinak než dnes. V jižní části jej utvářely sesuvy svahu Petřína a probíhal asi v oblasti Čertovky. V severní části se bahnité bývalé koryto řeky hluboce zařezávalo do prostoru Malé Strany až k dnešní Valdštejnské ulici. Také hladina řeky byla až do výstavby jezů ve 13. století asi o 3 metry nižší. Vzhledem k archeologicky zjištěnému významnému veřejnému prostranství v oblasti Mostecké ulice na východ od jádra osídlení okolo dnešního Malostranského náměstí a ve spojitosti s písemnými zmínkami (v Kristiánově legendě a z roku 1118) se uvažuje o existenci dřevěného mostu přes Vltavu probíhajícího přibližně v místě dnešního Karlova mostu, tedy i v severní části Kampy.
Nejstarší písemné zmínky o ostrově pocházejí z roku 1169, kdy byl zmíněn v zakládací listině kostela Panny Marie pod řetězem postaveného v sousedství Kampy rytířským řádem johanitů (po přesídlení na ostrov Malta nazývaných maltézští rytíři). Přirozené náplavy a navážky, především po velkém požáru Malé Strany a Hradčan v roce 1541, ostrov postupně zvyšovaly. Na začátku 17. století byly zpevněny břehy. Na samotné Kampě vznikaly nejdříve zahrady, od 15. století se na ostrově začaly stavět mlýny a mlýnské zahrady (později nahrazovány zahradami šlechtickými). V roce 1844 byl ostrov zpřístupněn přímo z Karlova mostu novým schodištěm od Josefa Krannera. V době první republiky bylo uvažováno o vybudování pobřežní silniční komunikace přes Kampu, zastavění Kampy reprezentativními budovami dle návrhu Antonína Balšánka a později zřízení budovy Národní galerie dle návrhu Josefa Gočára. K budově Národní galerie byl na Kampě v roce 1927 položen základní kámen, v následujících letech se však o její výstavbě vedla veřejná debata, zejména kvůli ohrožení sbírek povodněmi a narušení hradčanského panoramatu. K upuštění od záměru začátkem třicátých let přispěla i probíhající hospodářská krize. V úsilí za zachování původního charakteru ostrova se úspěšně angažoval Klub Za starou Prahu. Po druhé světové válce byly kampské zahrady propojeny a upraveny na veřejný park Kampa.
Od 17. do 20. století na Kampě sídlili hrnčíři a pořádaly se zde známé hrnčířské trhy.
V roce 1915 byla mlýnská strouha zvaná Čertovka kvůli výstavbě smíchovského zdymadla svedena na svém vtoku z Vltavy do potrubí. Od té doby je Kampa přístupná z pevniny po suché zemi, i bez mostu; tím pádem Kampa přestala být de facto ostrovem.
Za německé okupace zabrali Lichtenštejnský palác Němci. Zdi oddělující zahrady byly v roce 1941 zbořeny a na Kampě vzniklo cvičiště Hitlerjugend. Po druhé světové válce již nebylo rozdělení ostrova zdmi obnoveno a vzniknul zde veřejný park.

## Mlýny

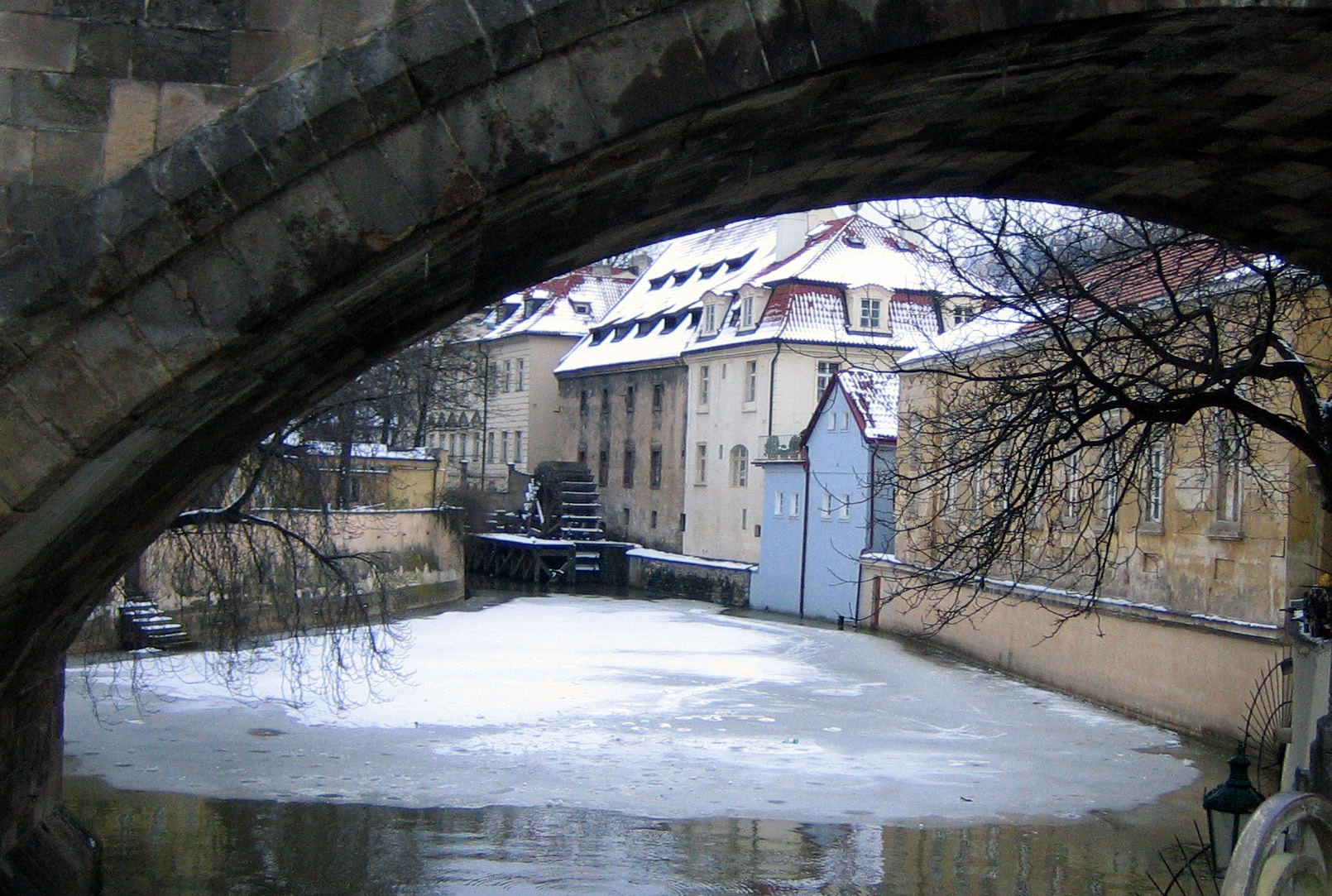
Velkopřevorský mlýn v pohledu od Karlova mostu

V 17. století zde byla na smíchovské straně vybudována Michnovská zahrada, součást Paláce Michny z Vacínova na Újezdě. Při Čertovce na protějším břehu stojí mlýn Huť, původně asi raně barokní, naposledy (po požárech) přestavěn v padesátých letech 20. století. Dřevěné mlýnské kolo pochází z větší části z roku 1995. Vedle mostku směrem k Lennonově zdi (na Velkopřevorském náměstí) je, také na malostranském břehu, Velkopřevorský mlýn, poslední zachovalý starý renesanční mlýn ze 16. století, s velkým dřevěným kolem.
Přímo na Kampě, na vltavském břehu, se nacházejí Sovovy mlýny, nazývané podle Václava Sovy z Liboslavě, který zde mlýny v 15. století vlastnil. Kolem Sovova mlýna (od poloviny 19. století nazývaného Odkolkovský) se nachází stejnojmenná zahrada, nazývaná podle pekařské rodiny Františka Odkolka, který budovu koupil, nechal novogoticky přestavět a vybavil ji moderním parním mlýnem. Budova v roce 1896 částečně vyhořela. Po rekonstrukci zde od roku 2001 sídlí Museum Kampa.

## Další budovy
Na Odkolkovskou zahradu navazuje Kaiserštejnská zahrada, dříve se táhnoucí kolem Kaiserštejnského, dnešního Lichtenštejnského paláce. Dodnes se tam nachází domek, který hrabě Nostic daroval národnímu buditeli Josefu Dobrovskému. Před ním se nachází Dobrovského pomník z roku 1902. Tento dům je nazýván Dobrovského nebo Werichova vila; bydlel v něm totiž od roku 1948 až do své smrti 31. října 1980 herec Jan Werich. Básník Vladimír Holan se do tohoto domu nastěhoval rovněž v roce 1948 a žil v něm do roku 1968. Předtím zde bydlel v letech 1929-1941 historik umění a přední osobnost československé památkové péče Zdeněk Wirth, který má na domě bystu.
Poblíž Sovova mlýna stojí menší dům, který původně patřil převozníkovi přes Vltavu; v současnosti hostí rybí restauraci.
Renesanční dům U Zlatého lva si na náměstíčku Na Kampě postavil v roce 1604 lékárník Jan Jiří Drynk. Dnešní podobu získal objekt v roce 1732 díky přestavbě, kterou vedl Bartolomeo Scotti. Následovalo ještě několik úprav v období klasicismu.
Za zmínku stojí i dům U Zlatých nůžek a jeho obyvatel, malíř a ilustrátor Adolf Kašpar. Bydlel zde v letech 1903–1934 v posledním patře s výhledem na Pražský hrad, který také ve svých ilustracích zobrazil. Nyní se v budově nachází hotel s restaurací, která nese stejný název jako samotný dům.

## Sochy

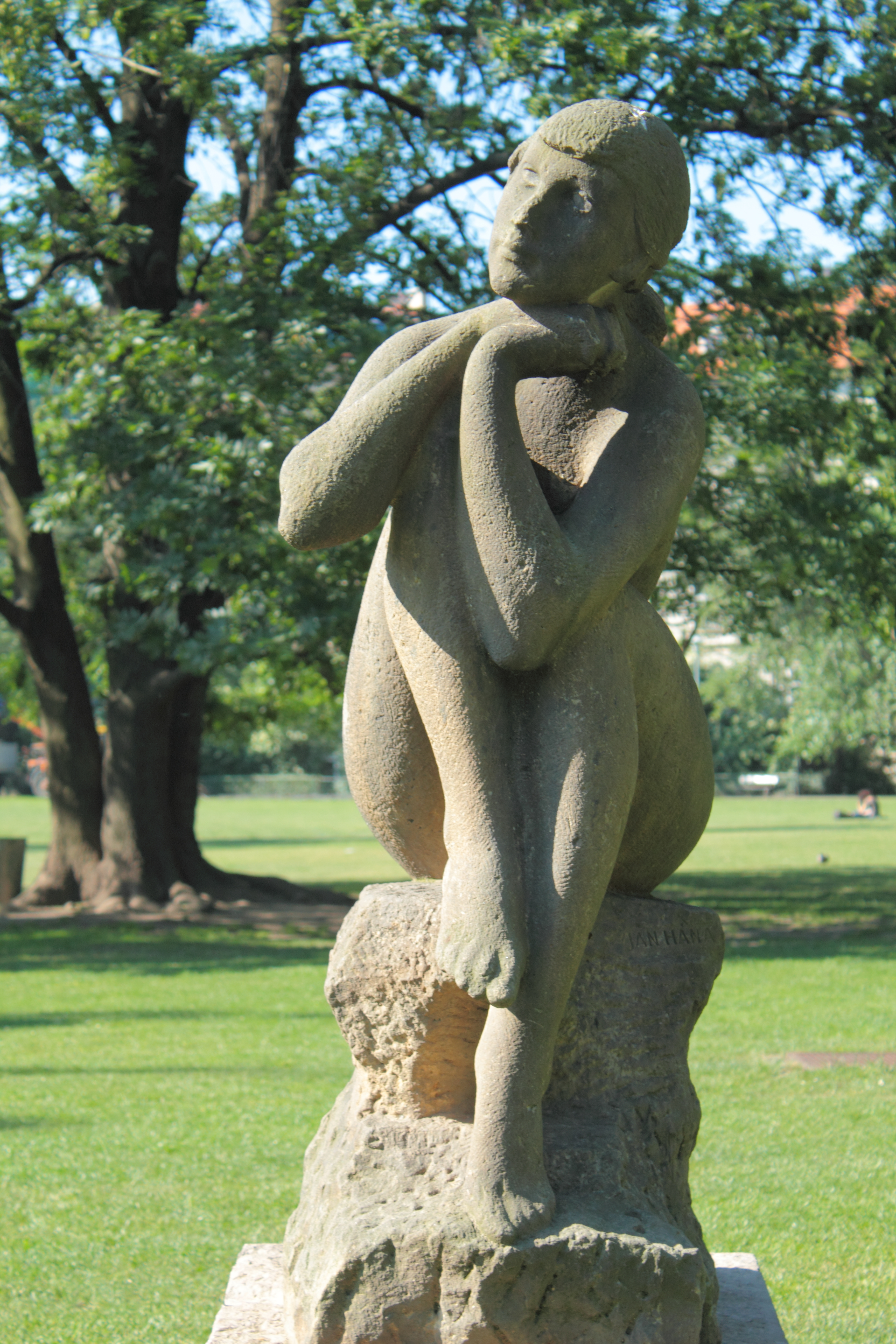
J. Hána: Sedící dívka

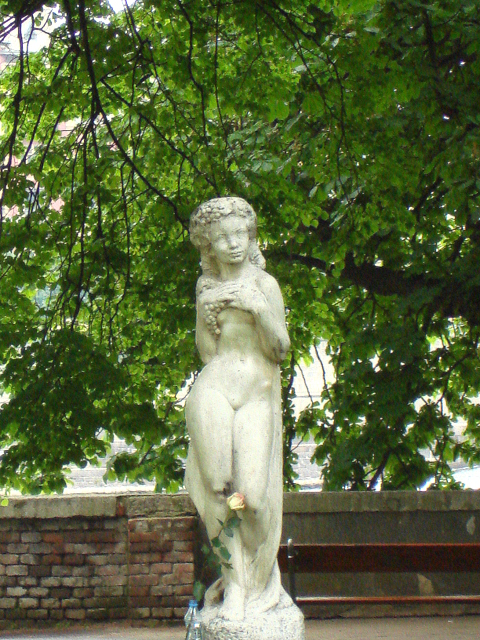
Karla Vobišová: Dívka s hrozny

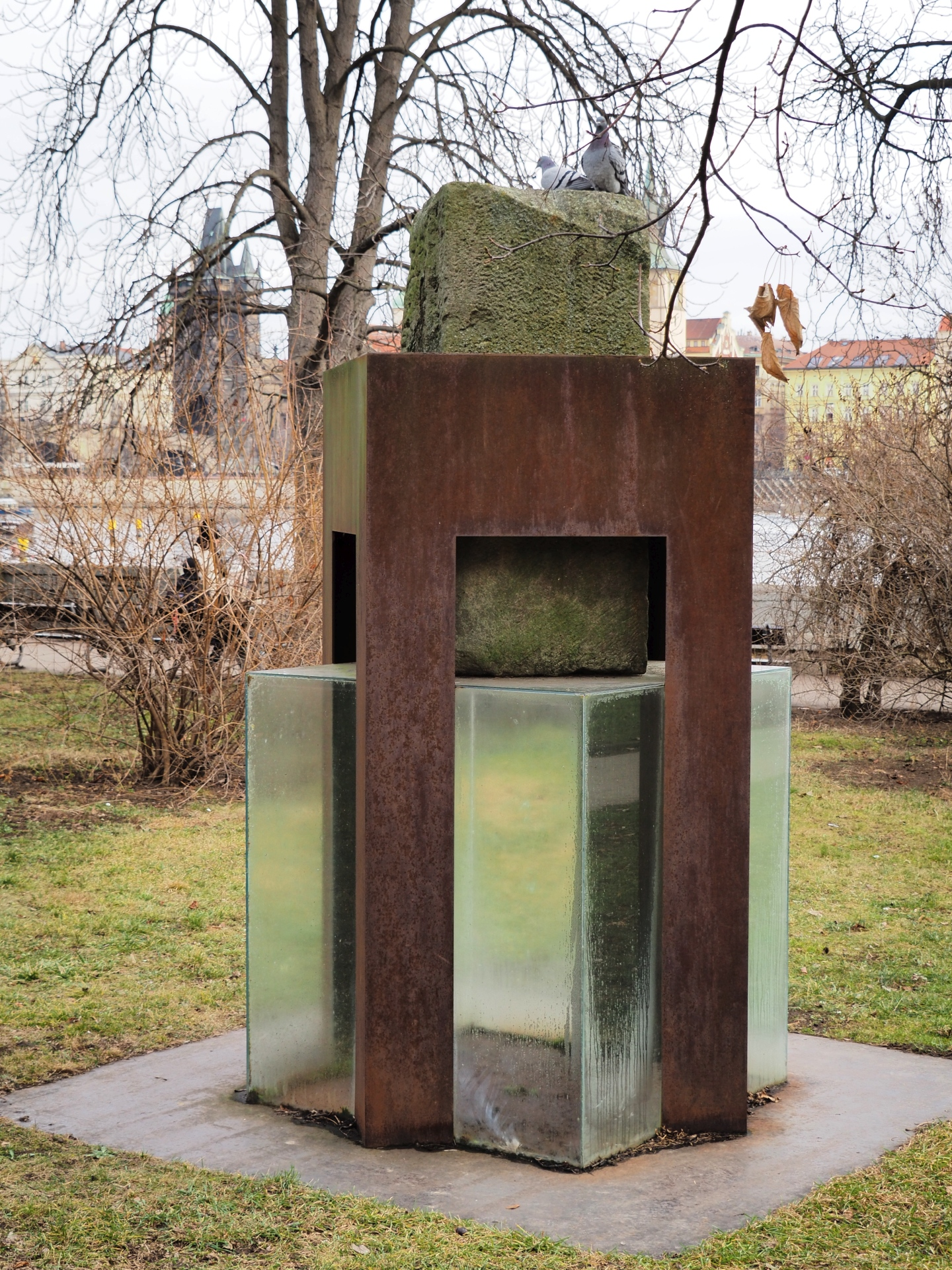
Hranol, Autor: Marián Karel, 2002

- Pomník Josefa Dobrovského – busta z roku 1891 od Tomáše Seidana na podstavci z roku 1902 od Václava Žďárského. Pomník sem, do sousedství někdejšího Dobrovského bydliště, přemístěn z Vrchlického sadů při úpravě parku po 2. světové válce.
- Réva (Dívka s hrozny) – akt dívky z bílého mramoru na pískovcovém podstavci; z r. 1960 od Karly Vobišové.
- Sedící dívka – z roku 1965 od Jana Hány, na Kampě od roku 1977. Pískovcová, na podstavci ze sliveneckého mramoru.
- Harmonie – socha inspirovaná podobou Šrí Činmoje (autorem je britský sochař Kaivalya Torphy) na Malostranském nábřeží byla odhalena v pátek 23. října 2009.[13]
- Socha stojící ženy – klasicistního stylu v antickém rouchu, pískovcová. Nachází se severně od Sovových mlýnů, přehledy soch se o ní příliš nezmiňují.

V okolí Musea Kampa stojí několik skulptur patřících vesměs tomuto muzeu.
- Babies. Při severní straně Sovových mlýnů plastika tří batolat od Davida Černého, která jsou obdobou postaviček z Žižkovského vysílače.
- Titáni, tři dřevěné kmeny, autorkou je Američanka Emilie Benes Brzezinski, na nábřeží jižně od Muzea Kampa, z roku 2002.
- Hranol, kamenný kvádr na skleněné krychli v kovovém rámu, severně od Muzea, Marian Karel, 2002, instalováno 2009

Na Kampě stojí i čtyři pilíře Karlova mostu s osmi barokními sochami a sousošími včetně Braunova Snu svaté Luitgardy, devátou sochou je Bruncvík na zhlaví jednoho z pilířů.